# 主幹
主幹（しゅかん）は、国の機関や地方公共団体、民間企業等に置かれている役職の一つ。「主幹」のもともとの意味は「仕事の中心となる人」である。

## 国・地方公共団体
国では、主幹の職名はあまり用いられていないが、中央省庁の課に課長の下位の管理職として置かれる政令職（準課長級）や、地方支分部局の管理職として主幹の職名を用いる例が見られる。ただし、内閣法制局に置かれる官房長相当職の総務主幹、議院法制局に置かれる局長級スタッフ職の法制主幹、国立国会図書館に置かれる次長級スタッフ職の主幹など、例外も多い。
地方公共団体では、課長補佐級または係長級のスタッフ職の職名として広く用いられている。近年は係を廃止し担当制を導入する自治体も多く、この場合は主幹そのものがライン職の代わりとなる職名となるため「主幹級」と称されることもある。ただし、主幹にあたるものを「主査」と言っている自治体もあり、その制度は自治体によって大きく異なる。例えば、富山県においては、課長級のスタッフ職の職名として、また、石川県においては、課長補佐に準ずる職位に位置付けられている。
教職員においては、2003年の東京都を皮切りに、大阪府や神奈川県などで、教頭と教諭の中間に位置する職階として主幹・首席教諭が設置されるケースが出始めている。主幹教諭が、教務主任や生徒指導主事などの職が充てられることが多いが、本来、分掌主任は教諭が担うものである。主幹教諭は教頭の仕事の一部を担う立場にあり、転任・定年等で不在となり、後任が補充されない場合、主幹教諭が担っていた公務は教頭にそのまま戻る事となる。

## 民間企業
民間企業においても職階や職名として用いられているが、役員クラスから課長クラスまで主幹の位置づけは会社により様々である。特にマスコミにおいては主幹の地位はおおむね高く、論説主幹・編集主幹などといった職名が広く見られ、取締役クラスが就任する場合もある。
企業により、主査、LPLなどの呼称もある。